# Wilhelm Eichhoff (Journalist)
Carl Ludwig Wilhelm Eichhoff (* 20. Februar 1833 in Berlin; † 22. Mai 1895 in Stuttgart-Heslach) war ein deutscher Journalist und Sozialdemokrat.

## Leben
Wilhelm Eichhoff studierte Rechtswissenschaft an der Rheinischen Friedrich-Wilhelms-Universität Bonn und der Friedrichs-Universität Halle. Dort wurde er Mitglied des Corps Palaiomarchia (1854) und des Corps Vandalia Berlin (1855).
Nach dem (abgebrochenen?) Studium war er 1857/58 in Hamburg und seit 1858 in Berlin in der Polizeiverwaltung angestellt. Er korrespondierte für den Hermann, Deutsches Wochenblatt aus London, eine Zeitung deutscher Exilanten.  Dort veröffentlichte er Artikel über Wilhelm Stieber und den Kommunistenprozess in Köln 1852. Deshalb wurde er zu 14 Monaten Gefängnis verurteilt. Er legte Revision ein und schrieb Broschüren unter dem Titel Berliner Polizei-Silhouetten. Die Drucke wurden sofort verboten und Eichhoff wurde erneut verurteilt. Er floh nach Kiel und dann nach England. In London lernte er Karl Marx persönlich kennen. Seit 1862 lebte er als Kaufmann in Liverpool. Amnestiert kehrte er 1866 nach Deutschland zurück. 1868 trat er der Internationalen Arbeiterassoziation bei. 1869 gehörte Eichhoff zu den Einberufern des Eisenacher Kongresses der Sozialdemokratischen Arbeiterpartei. Er schrieb für das Berliner Volksblatt, die Münchener Post und andere sozialdemokratische Zeitungen. Er übersetzte aus dem Englischen und Französischen für den J. H. W.-Dietz-Verlag Stuttgart, z. B. Ancient Society von Lewis Henry Morgan.

„Seine „interessante Vergangenheit“ war außer mir nur wenigen bekannt, da er selbst selten davon sprach. Auch in der Sozialdemokratie wußte die damalige Generation nur wenig oder nichts davon. Wir waren in Berlin miteinander bekanntgeworden und hatten uns bald einander genähert. Eichhoff war, nachdem er mehrere Universitäten besucht, in der Berliner Polizeiverwaltung angestellt worden. Was er dort sah und hörte, trieb ihn zur Opposition. Namentlich war er über die Machenschaften des bekannten Stieber empört und beschloß, diesem „gewiegten Kriminalisten“ zu Leibe zu gehen. In der Reaktionszeit der fünfziger Jahre ließ er im Londoner „Hermann“ eine Reihe von Aufsätzen unter dem Titel „Berliner Polizei-Silhouetten“ erscheinen, die ein ungeheures Aufsehen erregten, da sie intime Vorgänge innerhalb der preußischen Polizei ans Tageslicht zogen. Aus den Enthüllungen von Karl Marx über den Kölnischen Kommunistenprozeß, die wenig in die große Öffentlichkeit gedrungen waren, zog Eichhoff den Schluß, daß Stieber in jenem Prozesse einen Meineid geleistet habe. Man kam indessen dem Verfasser der „Polizei-Silhouetten“ auf die Spur, der sich durch eine rechtzeitige romantische Flucht über Hamburg nach England der Verhaftung entzog. Gegen Stieber aber wurde ein Disziplinarverfahren wegen Überschreitung der Amtsbefugnisse eingeleitet, wobei er zwar freigesprochen, aber zur Disposition gestellt wurde. In dem Prozeß gegen Stieber sagte der Oberstaatsanwalt, daß die Autorität der Polizei nicht erschüttert werden dürfe. Stieber wurde 1866 und 1870 wieder angestellt und zwar als Chef der Feldpolizei.
Eichhoff wurde in London mit Marx und Engels bekannt und schloß sich der Internationale an, über die er eine lange als beste Quelle geltende Schrift herausgab. Die in dem Briefwechsel zwischen Marx und Engels über ihn enthaltenen manchmal wenig liebenswürdigen Urteile sind aus der damaligen Stimmung zu erklären. Nach mancherlei Schicksalen kam Eichhoff nach Stuttgart, wo er leitender Redakteur der Schwäbischen Tagwacht wurde. Er starb 1895 im zweiundsechzigsten Jahr.“

## Werke

Wilhelm Eichhoff: Berliner Polizei-Silhouetten. Zweite Serie. Berlin 1860

- Berliner Polizei-Silhouetten. 1te bis 4te Serie. Berlin 1860–1861.
- Berliner Polizei-Silhouetten. 4. Serie. London 1861 (books.google.de).
- Was das preussische Volk erwartet, Berlin 1861 (Randglossen zur Zeitgeschichte)
- Der Proceß Stieber. In: Adolph Kolatschek (Hrsg.): Stimmen der Zeit. Monatsschrift für Politik und Literatur. Leipzig / Heidelberg 1860: Zweiter Band: Juli–December. S. 352–355.
- How Schleswig-Holstein has become what it is. H. Gaskarth, Bradford 1864
- Die internationale Arbeiterassociation. Ihre Gründung, Organisation, politisch-sociale Thätigkeit und Ausbreitung. Albert Eichhoff, Berlin 1868 (books.google.de).
  - Address and Provisional Rules of the Working Men´s Association. die International Arbeiterassociation. Ihre Gründung, Organisation, politisch-sociale Thätigkeit und Ausbreitung. Verlag Neue Gesellschaft GmbH, Bonn-Bad Godesberg 1969 (NG Reprints).
- (anonym):[4][5][6][7]Pro Nihilo! Vorgeschichte des Arnim’schen Processes. Heft 1. Verlag-Magazin, Zürich 1876 (books.google.de).
- Louis Héritier: Geschichte der Französischen Revolution von 1848 in volkstümlicher Darstellung. J. H. W. Dietz, Stuttgart 1885.
  - Louis Héritier: Geschichte der Französischen Revolution von 1848 und der Zweiten Republik mit einem Nachtrag Vom Zweiten Kaiserreich bis zur 3. Republik von Ed. Bernstein. Hrsg. u. erw. von W. Eichhoff. Dietz, Stuttgart 1897
- Lewis H. Morgan: Die Urgesellschaft. (Ancient Society). Untersuchungen über den Fortschritt der Menschheit aus der Wildheit durch die Barbarei zur Zivilisation. Aus dem Englischen übertragen von W. Eichhoff unter Mitwirkung von Karl Kautsky. Verlag J. H. W. Dietz Nachf. G. m.b.H Stuttgart 1891. (Zweite, durchgesehene Aufl. Mit einem Porträt des Verfassers. 1908.) Inhaltsverzeichnis